# یک‌جانشینی
یک‌جانشینی یا آبادی‌نشینی سبکی از زندگی است که در آن، مردم یک محل، تمامی سال را در یک محل یا آبادی بگذرانند و کوچ‌نشینی نکنند. یک‌جانشینی عکس حالت کوچ‌نشینی است.
به یک‌جانشینی اجباری ایلات و عشایر اصطلاحاً تَخته‌قاپو گفته‌می‌شود. در طول تاریخ بسیاری از پادشاهان جهان برای کنترل بهتر مناطق زیر دست خود بسیاری از مردم کوچ‌نشین را اجباراً وادار به زندگی یک‌جانشینی می‌کردند و آن‌ها را در روستاهای تازه‌ای اسکان می‌دادند.

## پیشینه

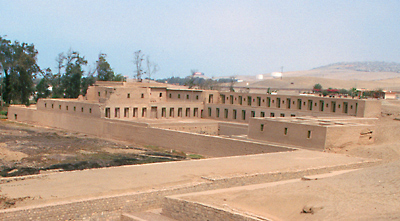
آبادی باستانی پاچاکاماک در پرو.

در آغاز زمانی که اقتصاد برپایه گردآوری خوراک و صید و شکار قرار داشت، انسان‌ها بر روی زمین در حال حرکت و کوچ بودند. اقوام شکارگر و گردآورندگان آذوقه اغلب جایگاه ثابتی نداشتند و همواره در پی صید و شکار و گردآوری آذوقه که معمولاً از ریشه گیاهان خوردنی و میوه‌های جنگلی تشکیل می‌شد، از سرزمینی به سرزمین دیگر کوچ می‌کردند. اوضاع و احوال طبیعی در اغلب مناطق چنان بود که تشکیل هر گونه اقامتگاه بزرگ و دائمی را غیرممکن می‌ساخت.
آشنا شدن انسان به امور کشاورزی و بار آوردن آذوقه و یافتن سرزمین‌های مستعد، اندک اندک او را از صورت صحرانشینی و بیابان‌گردی به یکجانشینی و تشکیل سکونتگاه‌های دائمی و دهکده‌های پایدار هدایت کرد. از اینرو زندگی انسان بر روی زمین به دو گونه صحرانشینی و یکجانشینی پدیدار شده‌است لیکن میان این دو شکل زندگی حالت یا مرحله دیگری نیز وجود دارد که آن را نیمه کوچندگی یا نیمه یکجانشینی می‌توان نامید. نیمه کوچندگی نوعی سکونت دوگانه ییلاق - قشلاقی است و انسان‌ها با این شیوه زندگی نیمی از سال را در دشت ها و نیمی دیگر را در کوهستانها می‌گذرانند و شاید بتوان این نوع زندگی را دو جانشینی یا سکونت دوگانه نیز اطلاق کرد.

## تاریخچه روستانشینی

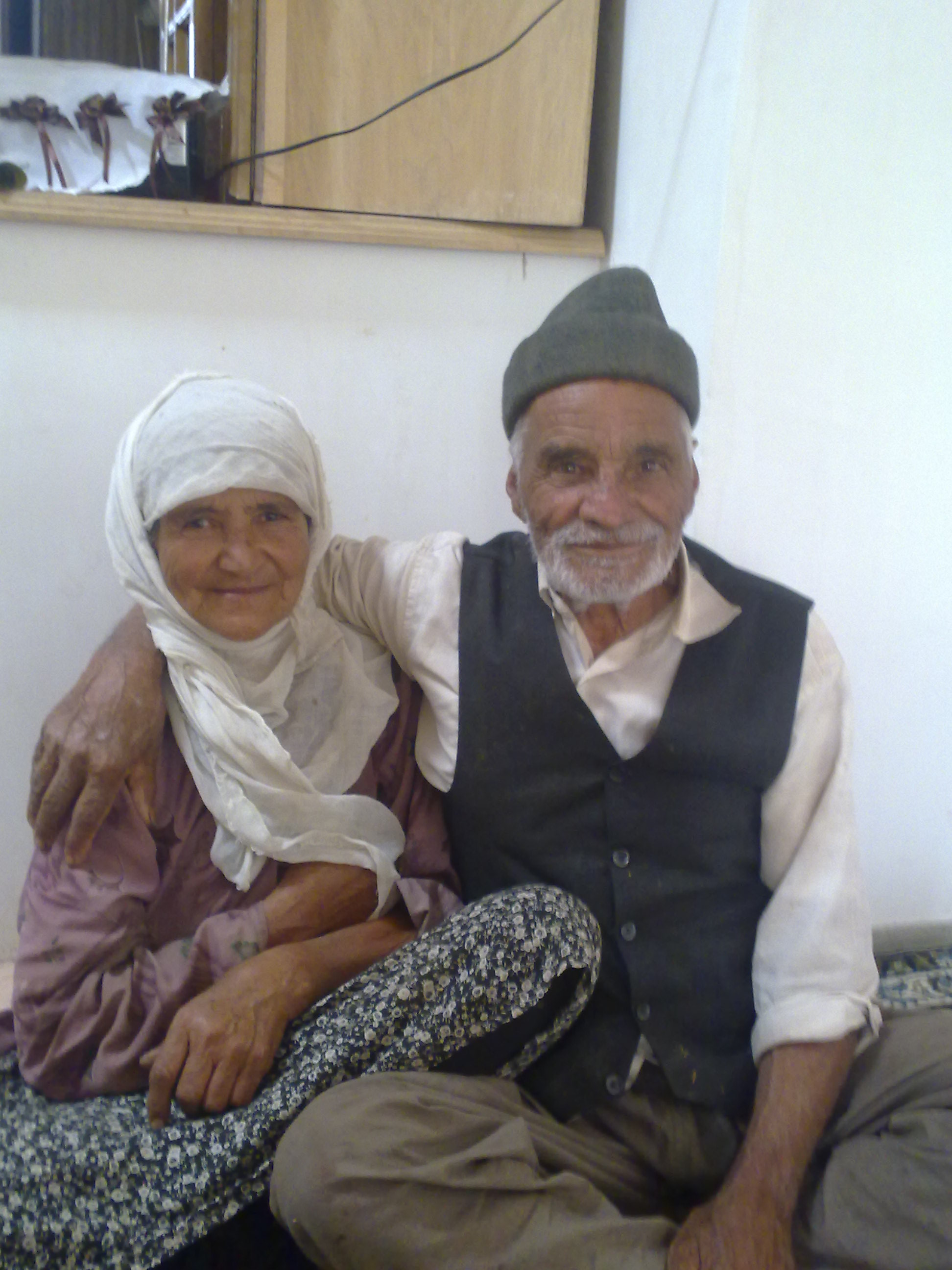
یک زوج روستایی

به اعتقاد رالف لینتون (Ralph Linton) مؤلف کتاب معروف شیر تمدن در عصر نوسنگی یا حدود ۵۰۰۰ سال پیش از میلاد در بسیاری از سرزمین‌ها از جمله منطقه آسیای جنوب غربی زندگی ده نشینی برقرار بوده و عموم قبایل مختلف با یک نوع الگوی کلی و متشابه به زندگی خود ادامه می‌دادند. بنابر پژوهش باستان شناسان قدیمی‌ترین دهکده‌های جهان که تاکنون به‌وسیله حفاران پیدا شده، در خاورمیانه واقع است. دو روستا در قلعه جرمو و تپه سربین واقع در ایران و عراق امروزی نشان می‌دهد که یکجانشینی با تشکیل اجتماعات روستایی دست کم در ۱۰۰۰۰ سال پیش و حدود دو هزار سال قبل از آن در اطراف شیراز آغاز شده‌است.
آخرین تحقیقات باستان شناسان همچنین نشان می‌دهد که بسیاری از مراکز اجتماعات انسانی از ۱۰۰۰۰ تا ۳۵۰۰ سال قدمت دارد. معروف‌ترین و قدیمی ترین آن ها گنج تپه (چیاخزینه) با قدمت ۱۰۰۰۰ سال (۸۰۰۰سال قبل از میلاد) در انتهای شرقی دشت کرمانشاه و همچنین تپه سراب کرمانشاه و سیلک کاشان متعلق به ۶۰۰۰سال قبل از میلاد، تپه گوران لرستان ۷۰۰۰ سال قبل از میلاد، قلعه خان واقع در خراسان شمالی شهرستان سملقان (سمنگان) ۶۰۰۰ سال پیش از میلاد مسیح  گوی‌تپه نزدیک ارومیه ۴۰۰۰ سال قبل از میلاد، تپه حصار دامغان ۴۰۰۰ سال قبل از میلاد، منطقه نیسابی (روستای طاقبستان در شمال شهر کرمانشاه) ۳۵۰۰سال قبل از میلاد، تپه حسنلو و عقرب تپه ۲۰۰۰ سال قبل از میلاد، چراغعلی‌تپه ۱۱۰۰ سال قبل از میلاد، املش گیلان ۱۵۰۰ سال قبل از میلاد و همچنین شوش، تپه گیان نهاوند، تپه جمشیدی (در شمال شرقی الشتر) تل بگوم تخت جمشید و کلاردشت هر یک از ۱۰۰۰ تا ۳۰۰۰ سال قبل از میلاد قدمت دارند.
همچنین گفته شده است که بیش از ۹۰درصد تمام بزهای جهان، اصل و نسبشان به بزهای اهلی شده به منطقه گنج تپه کرمانشاه برمی گردد.

## گونه‌هایروستا
ساندرسن (Goordon Chaide) جامعه دهگانی را از لحاظ ثبات و تحرک به سه نوع تقسیم می‌کند:
- دهکده‌های ناپایدار

دهکده‌هایی هستند که هر چند در آن مختصری کشاورزی می‌شود، لیکن ساکنان آن زودبه‌زود تغییرمکان می‌دهند. نمونه این دهکده‌ها در ناحیه آمازون و نیز نزد بومیان مالایا وجود داشته‌است.
- دهکده‌های نیمه پایدار

در این نوع دهکده‌ها انسان‌ها در محلی سکونت می‌گزینند و تا چند سال آذوقه خود را از زمین های حاصلخیز اطراف به دست می‌آورند و سپس به علت کاهش بازدهی زمین و بی‌مایه شدن خاک، آن منطقه را ترک می‌کنند و در سرزمین دیگری ساکن می‌شوند. این امر در گذشته به ویژه در نواحی کوهستانی جنوب شرقی آسیا وجود داشت.
- دهکده‌های پایدار

از زمانی که فنون و ابزار کشاورزی پیشرفت کرد و به ویژه در منطقه آسیای جنوب شرقی که زراعت برنج معمول گردید و گاومیش اهلی و خیش اختراع شد و رواج یافت، دهکده‌های پایدار پدید آمد. کشت برنج آبی با استفاده از گاومیش زمینه را برای استقرار جمعیتهای انبوه فراهم کرد. همچنین در آسیای جنوب غربی ترکیب غله و گاومیش نیز سبب روی کارآمدن جمعیتهای بزرگ شد.